# Wapen van Schelle

Wapen van Schelle

Het wapen van Schelle is het heraldisch wapen van de Antwerpse gemeente Schelle. Het wapen werd op 6 oktober 1819, per besluit van de Hoge Raad van Adel, aan de gemeente verleend. Op 30 december 1841 kreeg de gemeente, ditmaal per koninklijk besluit, een gewijzigde omschrijving toegekend. Op 13 december 1988 werd de omschrijving opnieuw gewijzigd, maar ditmaal ook om fouten te corrigeren.

## Blazoeneringen
Door de tekstuele wijziging zijn er voor het wapen drie blazoeneringen. Die van het eerste wapen luidt als volgt:
Van lazuur, beladen met drie goude palen waarop een schild van goud beladen met 3 torren van lazuur. Het schild van achteren vastgehouden door een bisschop van goud.
Het wapen is blauw van kleur, met daarop drie verticale, goudkleurige, banen. Op de middelste is een, eveneens goudkleurig, hartschild geplaatst. Op dit hartschild staan drie blauwe kevers. Achter het schild staat een geheel gouden bisschop. De tiara op het hoofd van de bisschop is er echter een van een paus.
Tweede wapen
Het tweede wapen kan als volgt omschreven worden:
Een blauw veld met dry gulden staeken, met het schildeken ook van goud over het geheel wapen gaende, en waerop dry blauwe torens, den schild gedekt met het gulden borstbeeld van eenen paus.
Het wapen is op het hartschild (hier schildeken genoemd) na gelijk gebleven. Het hartschild is ook van goud, maar de torren zijn vervangen door torens. Het borstbeeld van de bisschop staat nu omschreven als van een paus, maar is qua tekening gelijk gebleven.
Derde wapen
De omschrijving van het derde wapen luidt als volgt:
In lazuur drie palen van goud; hartschild: in lazuur drie heiblokken van goud. Het schild getopt met een borstbeeld van een paus met tiara van goud.
Ook bij het derde wapen is alleen het hartschild aangepast. Dit is nu blauw van kleur met daarop drie gouden heiblokken, gelijk aan het wapen van de familie Suys. De beeltenis van de paus is gewijzigd. Zo is de tiara dikker geworden, de kleding van de paus gedetailleerder en de paus houdt niet langer het schild vast.

## Geschiedenis
De oudste bekende zegel, volgens Lieve Viaene-Awouters uit 1480, van de schepenbank van Schelle toont het wapen van Berthout, met daarin een vrijkwartier met het wapen van Arkel. Een zegel uit 1633 toont alleen het wapen van Berthout, zonder andere kenmerken van de toenmalige heer: Rogier Clarisse. In 1642 kreeg Pieter Suys de heerlijkheid in zijn bezit. Hij paste het schepenzegel aan. Het schepenzegel werd gelijk aan zijn familiewapen, met als hartschild het wapen van Berthout.
In 1813 vroeg de burgemeester een wapen aan. De gemeente kreeg in 1819 door de Hoge Raad van Adel een officieel gemeentewapen toegekend. Omdat er geen kleuren werden gespecificeerd, werd het in de zogenaamde rijkskleuren (Nassause kleuren) verleend. Hierbij werd het hartschild in tegengestelde kleuren, van het historische wapen, geleverd. Ook na de wijzigingen werden de historische correcte kleuren (een goud veld met drie rode verticale banen) van het wapen van Berthout niet toegepast. Alle twee de wijzigingen omvatten alleen het hartschild en de weergave van de paus op het schild.

## Verwante wapens
De volgende wapens zijn op historische gronden te vergelijken met het wapen van Schelle:

Het wapen van de familie Berthout
Het wapen van Aartselaar
Het wapen van Duffel
Het wapen van Geel
Het wapen van Laakdal
Het wapen van Retie